# NGC 4922-1
NGC 4922-1 (другие обозначения — UGC 8135, IRAS12590+2934, MCG 5-31-99, VV 609, ZWG 160.96, DFOT 294, KCPG 363A, PGC 44896) — эллиптическая галактика (E0) в созвездии Волос Вероники.
Образует двойную систему с галактикой NGC 4922-2, которая относится к сейфертовским галактикам.
Этот объект входит в число перечисленных в оригинальной редакции «Нового общего каталога».